# Zelandotipula ringens
Zelandotipula ringens är en tvåvingeart som först beskrevs av Alexander 1935.  Zelandotipula ringens ingår i släktet Zelandotipula och familjen storharkrankar. Inga underarter finns listade i Catalogue of Life.